# 川口有美子
川口 有美子（かわぐち ゆみこ、1962年 - ）は、日本のノンフィクション作家、ケア研究家。

## 人物・来歴
東京都生まれ。1985年に東京学芸大学教育学部を卒業し、小学校教員となるが1988年に退職。夫の海外勤務のため、フィラデルフィアやロンドンに渡る。1995年母親が筋萎縮性側索硬化症（ALS）を発症し、当時暮らしていたロンドンから帰国。1996年、在宅人工呼吸療法開始。2003年支援費制度開始に伴い、訪問介護事業所「有限会社ケアサポートモモ」を設立。家族とヘルパーで11年間にわたる母親の在宅療養を支え、2007年9月に自宅で看取った。その後、日本ALS協会および NPO 法人ALS／MND サポートセンターさくら会の理事として、患者支援を続けた。2013年立命館大学先端総合学術研究科博士課程を修了,「ALSの人工呼吸療法を巡る葛藤 ALS/MND国際同盟・日本ALS協会の動向を中心に」で先端総合学術博士。2010年『逝かない身体――ALS 的日常を生きる』で大宅壮一ノンフィクション賞受賞、2013年博士論文で河上肇賞奨励賞を受賞。立命館大客員研究員。

## 著書
- 『逝(い)かない身体 ALS的日常を生きる』 (シリーズケアをひらく) 医学書院, 2009.12
- 『末期を超えて ALSとすべての難病にかかわる人たちへ』青土社, 2015.1

### 共編著・監修
- 『在宅人工呼吸器ポケットマニュアル 暮らしと支援の実際』小長谷百絵共編著. 医歯薬出版, 2009.8
- 『たんの吸引などをヘルパーさんにお願いするための手引き』監修. ALS/MNDサポートセンターさくら会, 2012.3
- 『特別授業 “死"について話そう (14歳の世渡り術)』河出書房新社, 2013.9
- 『障害受容からの自由―あなたのあるがままに』田島明子 編著. シービーアール, 2015.10.
- 『在宅人工呼吸器ケア実践ガイド ALS生活支援のための技術・制度・倫理』小長谷百絵共編著. 医歯薬出版, 2016.6
- 『私にとっての介護――生きることの一部として』岩波書店編集部編. 岩波書店, 2020.1
- 『病と障害と、傍らにあった本。』齋藤陽道, 頭木弘樹, 岩崎航, 三角みづ紀, 田代一倫, 和島香太郎, 坂口恭平, 鈴木大介, 與那覇潤, 森まゆみ, 丸山正樹共著. 里山社, 2020.10 [3]
- 『見捨てられる〈いのち〉を考える 京都ALS嘱託殺人と人工呼吸器トリアージから』安藤泰至,島薗進編著,大谷いづみ,児玉真美共著. 晶文社,2021.10
- 『不安の時代に、ケアを叫ぶ ポスト・コロナ時代の医療と介護にむけて』新城拓也共著. 青土社, 2022.3